# Conservatisme au Brésil

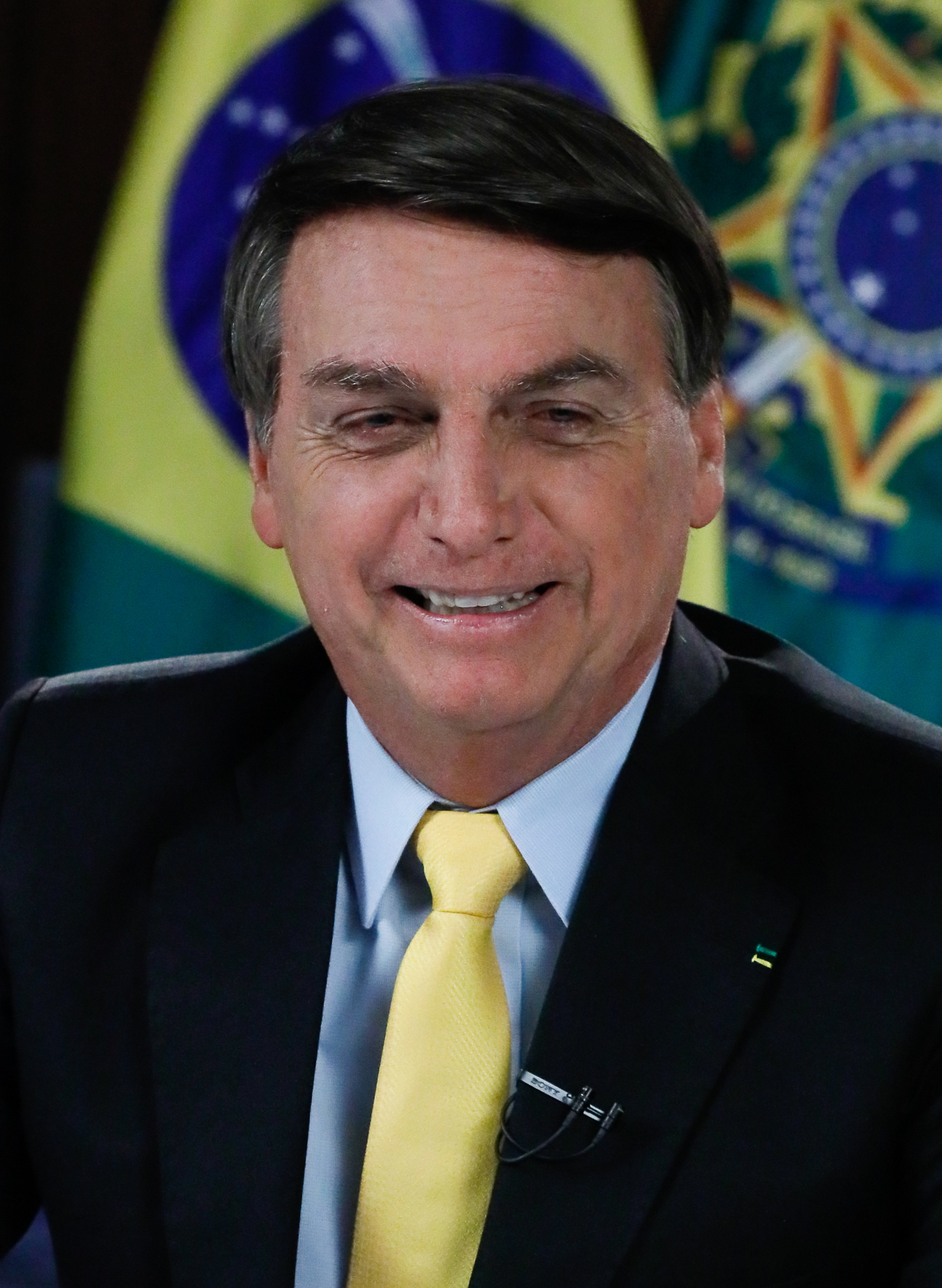
Jair Bolsonaro, 2020.

Le conservatisme au Brésil désigne le mouvement issu de certaines traditions culturelles du Brésil, ainsi que de la relation avec les racines culturelles luso-ibériques et diverses influences. Le mouvement a reçu des influences de l'héritage romain et une partie de la philosophie grecque dans sa fondation dans le christianisme.
Les points de vue et les caractéristiques historiques conservateurs plus traditionnels incluent la croyance dans le fédéralisme politique, le catholicisme et le monarchisme,,.

## Personnalités
Le conservatisme brésilien comprend des noms tels que :
- Gilberto Freyre[4],[5],[6] et José Osvaldo de Meira Penna en sociologie ;

- Paulo Francis, Augusto Nunes, Luís Ernesto Lacombe et Percival Puggina en journalisme ;

- Bruno Tolentino en poésie ;

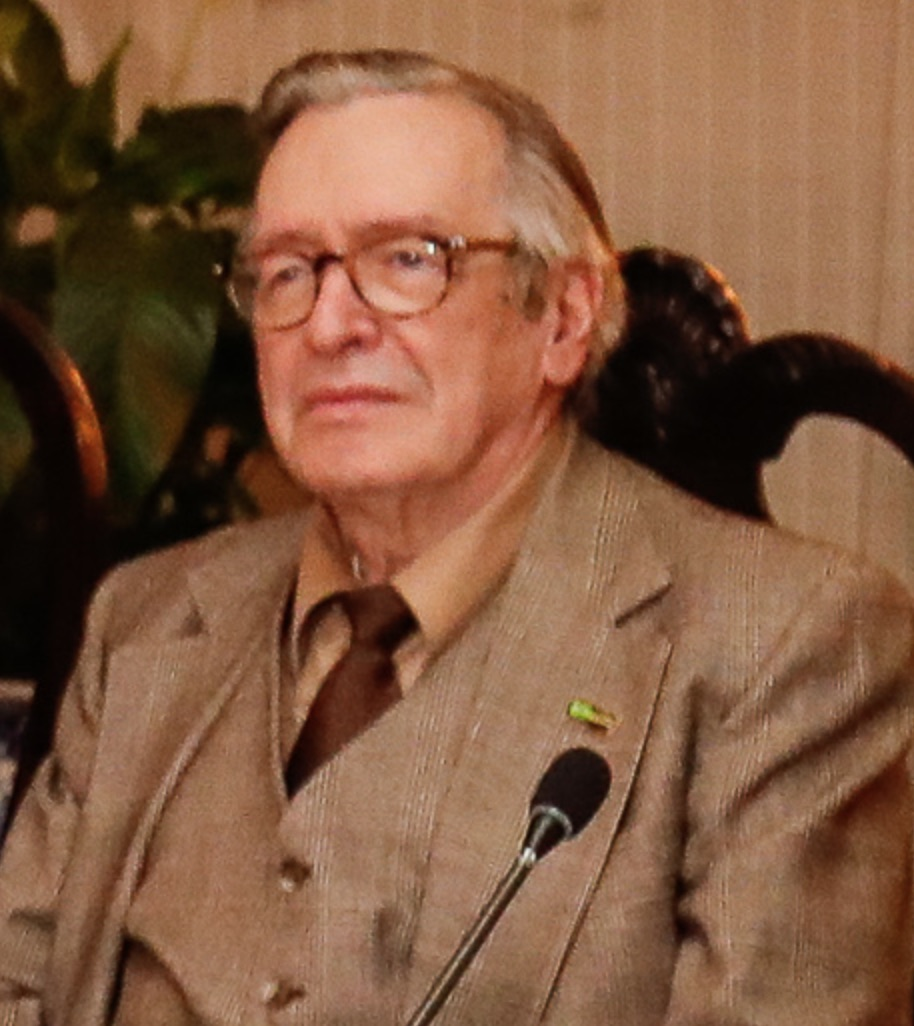
Olavo de Carvalho, 2019.

- Olavo de Carvalho, 2019.Sobral Pinto, Miguel Reale[7] et Ives Gandra Martins en droit ;

- Plinio Corrêa de Oliveira, Gustavo Corção, le père Paulo Ricardo[8] et le père Léo dans l'Église catholique ;
- Silas Malafaia dans les dirigeants protestants[9];

- Mario Henrique Simonsen, Eugênio Gudin et Roberto Campos dans l'économie ;
- José Bonifácio[10], Joaquim Nabuco[11], Arlindo Veiga dos Santos, Enéas Carneiro[12], président Jair Bolsonaro et Carlos Lacerda en politique ;

- Mário Ferreira dos Santos, Luiz Felipe Pondé et Olavo de Carvalho[13] en philosophie;

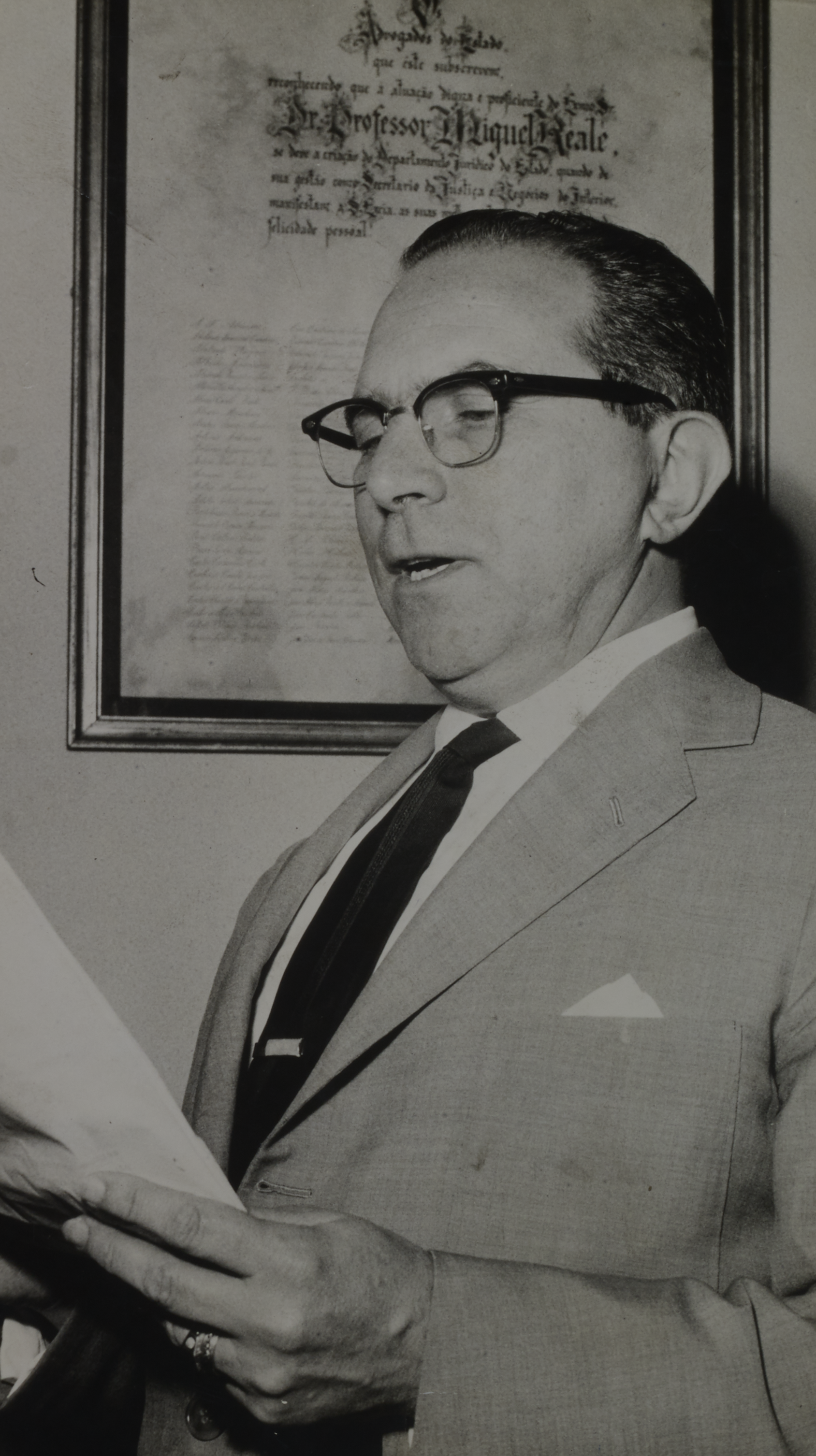
Miguel Reale, 1962.

- Miguel Reale, 1962.Herberto Sales[14], Josué Montello[15], Yuri Vieira et Nelson Rodrigues[16] en littérature ;
- Álvaro Lins, José Monir Nasser et Rodrigo Gurgel en critique littéraire ;

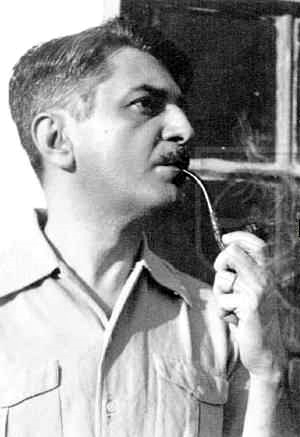
Gilberto Freyre, sociologiste.

- Gilberto Freyre, sociologiste.Carlos Lacerda.Manuel de Oliveira Lima[17] et João Camilo de Oliveira Torres[18] dans l'historiographie.

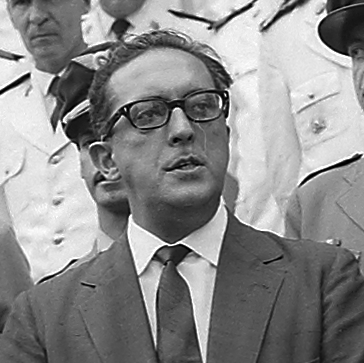
Carlos Lacerda.